# Sphex tanoi
Sphex tanoi är en biart som beskrevs av Kazuhiko Tsuneki 1974. Sphex tanoi ingår i släktet Sphex och familjen grävsteklar. Inga underarter finns listade i Catalogue of Life.